# رویت (شهر اتریش)
رویت (به آلمانی: Reutte) یک منطقهٔ مسکونی در اتریش است که در رویت واقع شده‌است. رویت ۱۰۰٫۹ کیلومتر مربع مساحت دارد ۸۵۳ متر بالاتر از سطح دریا واقع شده‌است.